# Le Busseau
Le Busseau é uma comuna francesa na região administrativa da Nova Aquitânia, no departamento de Deux-Sèvres. Estende-se por uma área de 27,65 km². Em 2010 a comuna tinha 740 habitantes (densidade: 26,8 hab./km²).